# グルメシティ
グルメシティ（英: gourmet city）は、ダイエーグループのスーパーマーケット。
2024年（令和6年）3月時点で66店舗（関東地方23店舗・近畿地方43店舗、近畿地方は屋号が「ダイエーグルメシティ」の店舗を含む）を展開している。

## 概要
酒を含む食と日用品に特化した形態ではあるが、衣料品や薬も取り扱っている店舗もある。主にダイエーが設置し、1990年代以降にダイエー店舗から転換された店舗がこれに該当する。食品・日用品特化店は、マルエツが閉鎖した店舗をダイエー又は各グルメシティ地域法人に売却する形で開店したグルメシティ店舗も存在する。を含む食品と日用品に特化した小規模店舗であることを生かして、24時間営業を行っている店舗もある。
2025年3月にリニューアルオープンしたダイエーグルメシティ住道店は、ダイエー子会社の光洋の強みを取り入れた初の店舗となり、同社が展開する「MARKET GARDEN（マーケットガーデン）」も冠している。

## 設置法人および店名
現在はすべて株式会社ダイエーが運営しており「グルメシティ倶楽部」というポイントカードを発行していた。
かつて子会社であった次の4法人も設置していた。
- 株式会社グルメシティ関東
- 株式会社グルメシティ近畿（旧ポイントカードは「サカエ クラブ」）
- 株式会社グルメシティ北海道
- 株式会社グルメシティ九州

当時、SM（スーパーマーケット）は、大型店（GMS）と同じダイエーを名乗っていた為、ミニGMS（総合スーパー）状態となってしまった反省から、グルメシティが誕生した。
グルメシティのコンセプトは「HMR」（ホーム・ミール・リプレイスメント）。1998年1月に新規開業した諏訪インター店からグルメシティの名称の使用を開始し、同年3月1日から順次、小型SMはグルメシティに改称していった。
店名は「グルメシティ○○店」。ただし一部の店舗については「ダイエーグルメシティ○○店」となっている（新規開店では新長田店・豊中駅前店・中もず店・住道店が、ダイエー店舗からの転換では庄内店・くずはモール店・四条畷店・松原店・津久野店・夙川店が、イタリアーノ店舗からの転換では東芦屋店が、店名変更では住吉店が該当する。いずれも近畿地区で2003年から2005年に新規開店・転換・改称した店舗ばかりである）。
ダイエー・トポスなど他の業態も含むこれらの店舗間で、店名の重複は存在しない。業態名を取り除いた所在地名レベルでも重複しないように配慮されているが、過去に唯一の例外としてマルエー→サカエ→グルメシティ京橋店とダイエー京橋店があった。
ダイエーグループでは、再建を支援しているイオングループと共に、店舗網の再構築作業を進めており、2009年4月10日、完全子会社となっている北海道と九州の両社を分割し、店舗網を引き継いで直営化することを発表した。
2009年9月1日に北海道と九州地区のグルメシティはほぼ全てがダイエーの直営店舗に転換したが、店名はグルメシティのまま継承している。
2015年3月1日には、ダイエーがグルメシティ関東とグルメシティ近畿を吸収合併したことにより、運営会社はダイエー本体に一本化された。

## 運営の委託
近畿地区では、店舗運営のうち商品調達および販売展開について、株式会社ダイエーが設置するすべてのグルメシティについても子会社の株式会社グルメシティ近畿に委託していた。グルメシティ近畿の設置するグルメシティにもハートポイントが導入された今、株式会社ダイエーの設置するグルメシティと差はほぼなくなりつつあるが、レジ袋については両社それぞれで調製されたものが使用されている点で違いもあった。

## ポイントシステム
かつては設置法人によってポイントシステムや買物袋スタンプカードが異なっていたが、2006年からグルメシティ・トポスを含む株式会社ダイエーの店舗に順次導入されていた「ハートポイント」（新POSシステム）が2007年3月からグルメシティ地域法人の店舗にも順次導入されるのを前に、お買物袋スタンプカードおよびレジ袋についてはダイエーのものに統一されたほか、新POSシステム導入店舗では設置法人を超えてポイントが共通化される。
旧POSシステム時代、株式会社ダイエーのグルメシティ店舗に導入されていたポイントカード「グルメシティ倶楽部」は、ダイエー店舗に導入されていた「DonDonたま〜るポイントカード」よりも先に誕生している。

## 2015年以降の再編

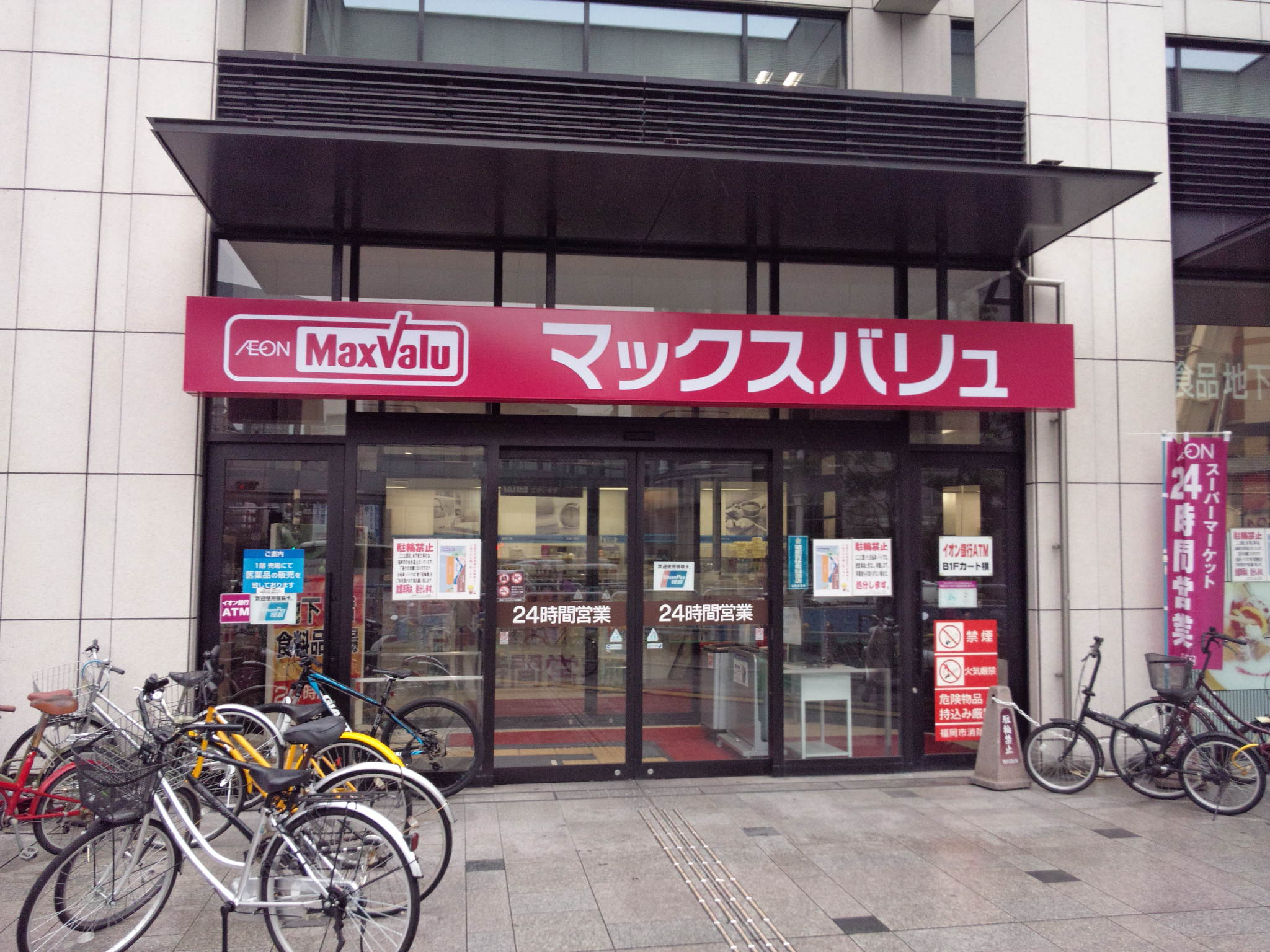
グルメシティから屋号変更した
マックスバリュエクスプレス博多祇園店
（福岡県福岡市博多区）

2014年5月28日、イオン社長の岡田元也は同社株主総会の席上で、「ダイエーの事業を関東と関西のグルメシティに特化し、それ以外の地域についてはイオングループとの統合再編を進める」との方針を示した。
ダイエーはイオングループ入りに際し北海道と九州を事業部制に移行しており、関東・関西以外のグルメシティはマックスバリュの地域子会社へ移管の上で店舗網を抜本的に見直す方針とみられている。
この前日に日本経済新聞が掲載したインタビュー及び9月24日の記者会見に於いて岡田は、関西のマックスバリュやKOHYO・ピーコックストア等の店舗を逆にダイエーへ移管して「グルメシティ」または「イオンフードスタイル（仮称）」などの数ブランドに再編することも選択肢に入っていることを明らかにした。
2015年9月1日に北海道の6店舗をマックスバリュ北海道株式会社（現・イオン北海道株式会社）へ、九州地区の13店舗をマックスバリュ九州株式会社（現・イオン九州株式会社）へそれぞれ移管した。大半の店舗は店舗ブランドを「マックスバリュ」へ屋号変更することとなっており、継承日当日にリニューアルオープンする店舗（北海道1店舗、九州地区11店舗）を皮切りに、順次、新店舗ブランドでリニューアルオープンが行われた。九州地区の一部店舗はフードディスカウントストア業態の「ザ・ビッグ」へ業態転換される例もあり、南福岡店は近隣に雑餉隈店があるために業態転換して新規開業したのを皮切りに、一旦「マックスバリュ」に屋号変更した店舗についても、小倉足立店は2015年10月3日に、土井店は同年11月9日にそれぞれ「ザ・ビッグ（小倉足立店は派生業態の「ザ・ビッグエクスプレス」）」に業態転換されている。
さらに、ダイエーが運営していた「グルメシティ」をグループ会社の株式会社ビッグ・エーへ移管し、同社が運営するディスカウントストアである「Big-A」へ業態転換した店舗も見られるようになり、2016年3月26日に2店舗、同年4月23日に2店舗を順次「Big-A」に業態転換した。
2015年3月21日に西八王子店が改装の上「ダイエー」に屋号変更したのを皮切りに、改装のタイミングで「グルメシティ」から「ダイエー」に転換される店舗が増加している。
2017年8月10日、2019年度中に「グルメシティ」全店舗を「ダイエー」に統一することが発表されたが、前述の通り、2024年3月の時点で「ダイエー」に屋号変更されずに「グルメシティ」の屋号で営業している店舗が66店舗存在する。
2019年8月24日には、東浦和店が「ダイエー」の新店舗分類の一つである「イオンフードスタイル」に転換されている。

## ギャラリー

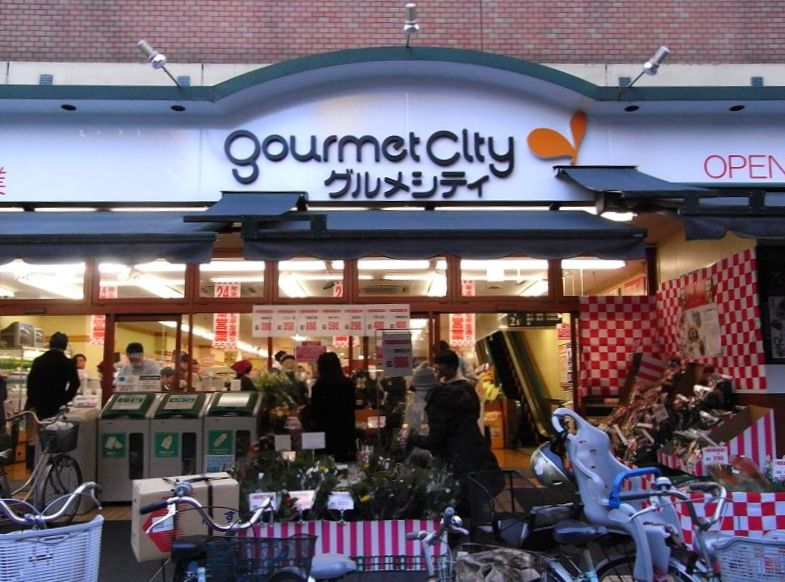
グルメシティ麻布十番店（当時） （東京都港区、2008年12月） 2015年8月8日に『ダイエー』に屋号変更
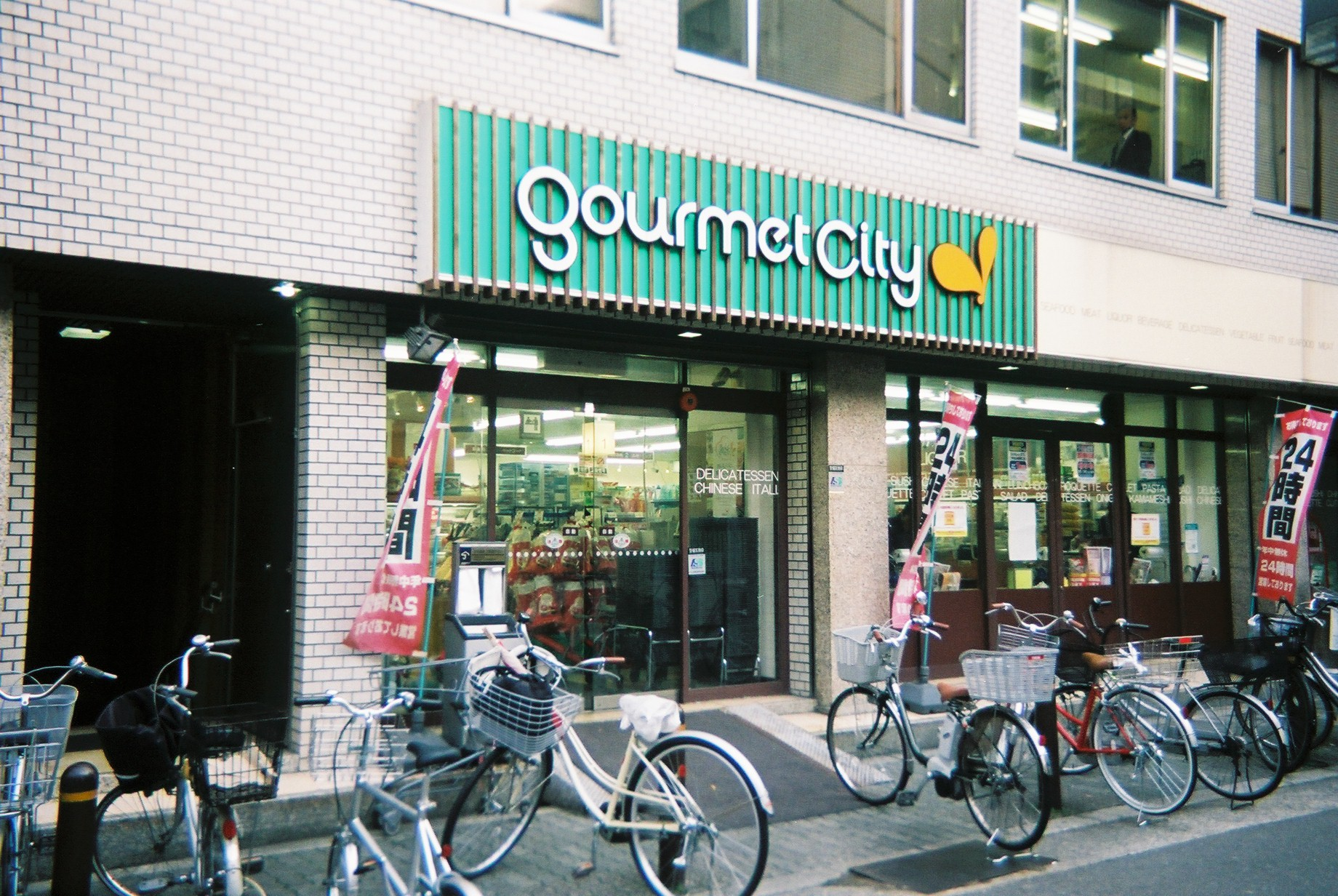
グルメシティ南森町店 （大阪府大阪市北区、2008年11月）
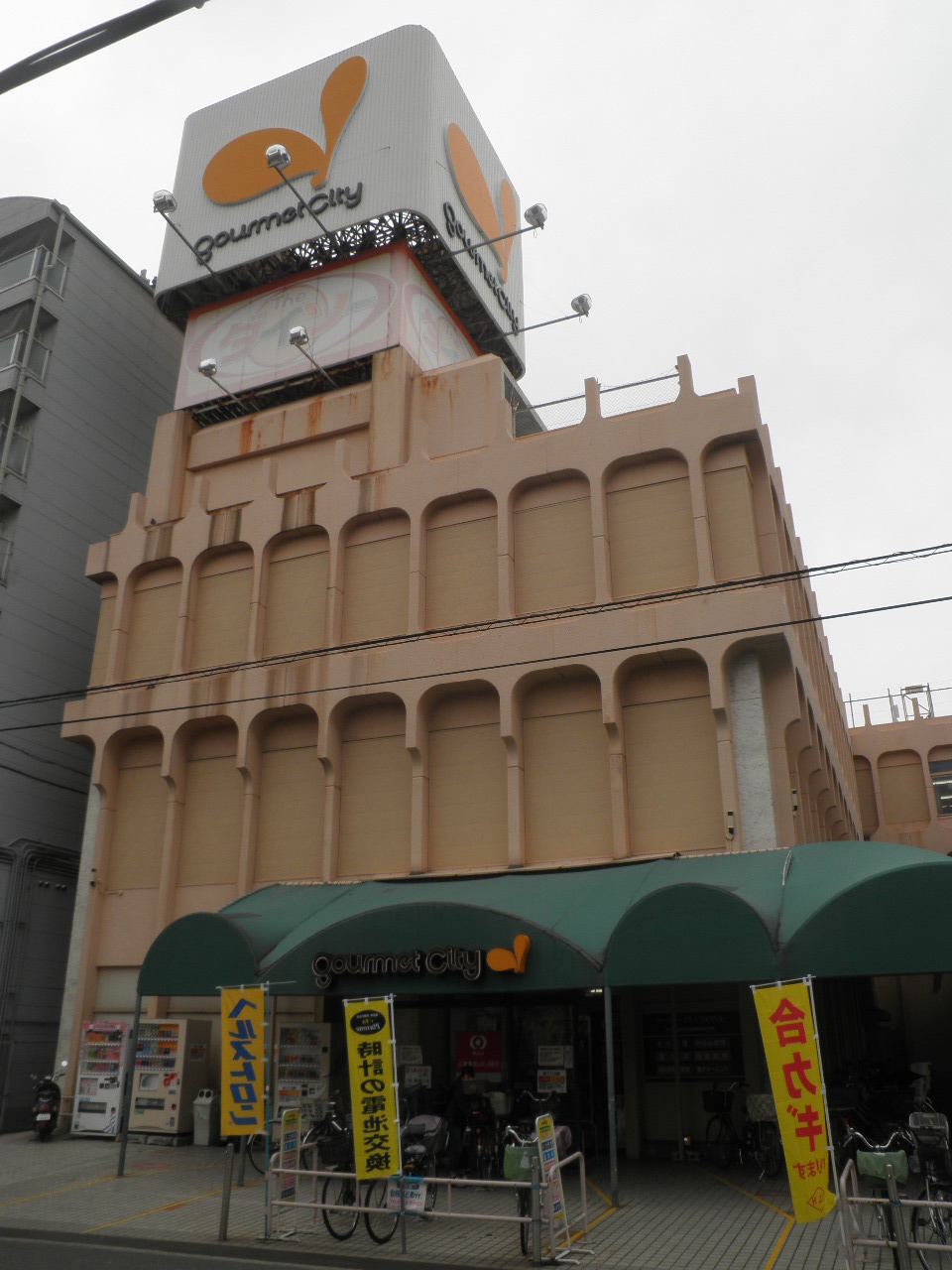
ダイエーグルメシティ四条畷店（当時） （大阪府大東市、2015年2月） 2017年4月29日に『イオンフードスタイル』に屋号変更
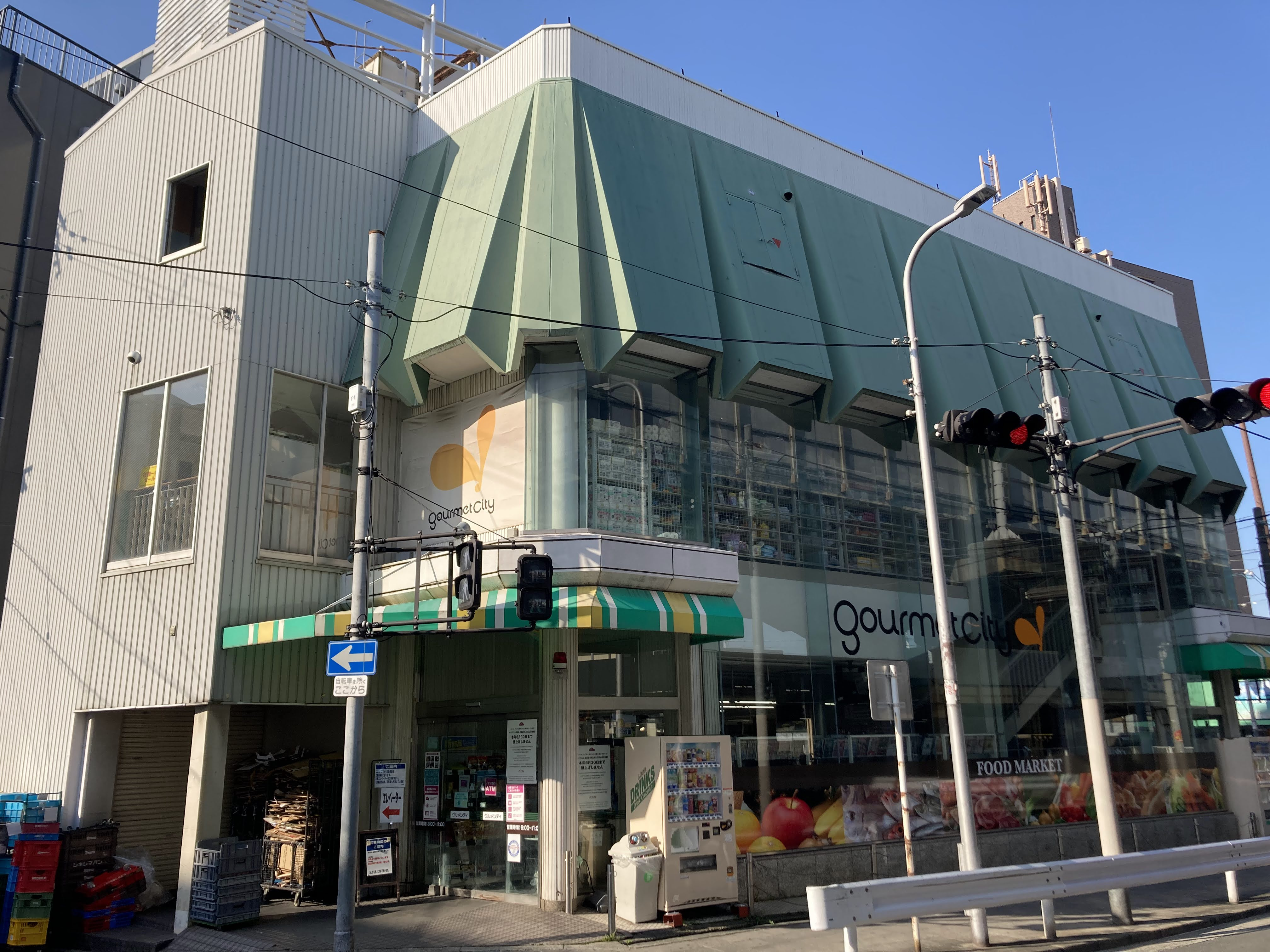
グルメシティ上新庄駅前店 （大阪府大阪市東淀川区、2022年5月）